# 帕诺萨
帕诺萨（法語：Panossas，法語發音：[panɔsa]）是法国伊泽尔省的一个市镇，属于拉图尔迪潘区。

## 地理
帕诺萨（45°40'43"N, 5°12'15"E）面积7.99 平方千米，位于法国奥弗涅-罗讷-阿尔卑斯大区伊泽尔省，该省份为法国东南部内陆省份，北起顺时针与安省、萨瓦省、上阿尔卑斯省、德龙省、阿尔代什省、卢瓦尔省和罗讷省。
与帕诺萨接壤的市镇（或旧市镇、城区）包括：韦西略、沙马尼约、绍佐、弗龙托纳。

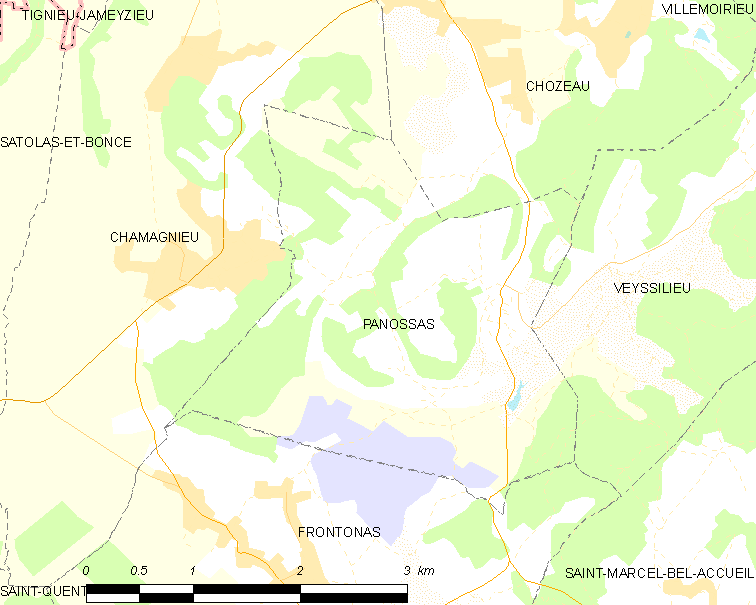
帕诺萨的OSM定位图

帕诺萨的时区为UTC+01:00、UTC+02:00（夏令时）。

## 行政
帕诺萨的邮政编码为38460，INSEE市镇编码为38294。

## 政治
帕诺萨所属的省级选区为沙尔维约-沙瓦尼厄县。

## 人口

1962-2008年间帕诺萨人口变化图示

帕诺萨于2022年1月1日时的人口数量为682人。